# 国会 (爱沙尼亚)

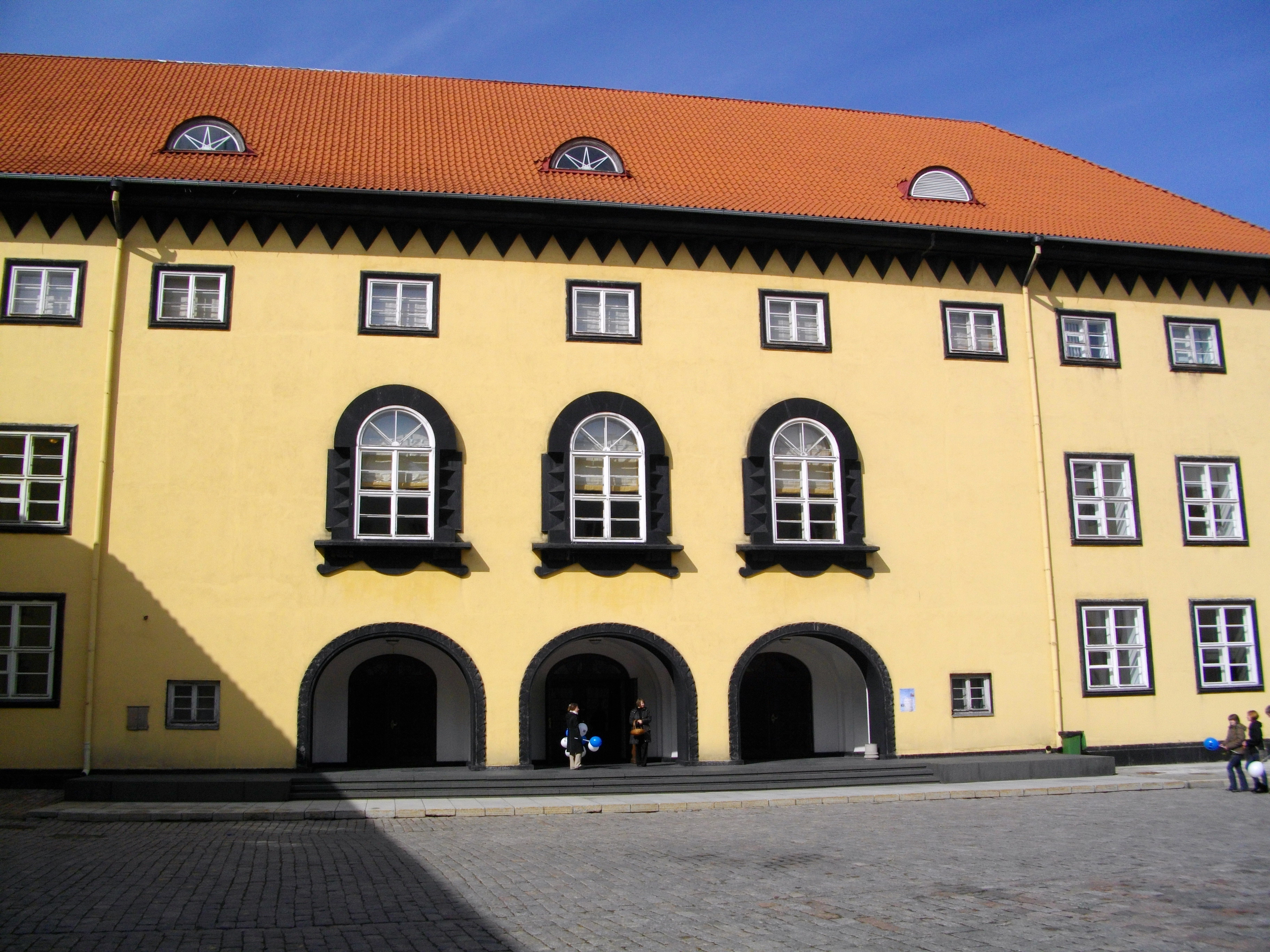
爱沙尼亚國會大廈，位於座堂山城堡

国会，音译为里吉科古，是爱沙尼亚的一院制议会。
根据1992年爱沙尼亚共和国宪法，爱沙尼亚国会的职责有：立法、授权总理候选人组建政府、通过政府预算、任命国家法官、选举共和国总统以及对外交流等。國會大廈位于首都塔林市的座堂山城堡內。现任国会議長为勞里·胡薩爾。

爱沙尼亚选区划分

## 議長列表
| 姓名          | 任期                         |
| ------------- | ---------------------------- |
| 尤拉·努格伊斯 | 1992年10月21日–1995年3月21日 |
| 托馬斯·薩維   | 1995年3月21日–2003年3月31日  |
| 恩娜·愛爾瑪   | 2003年3月31日–2006年3月23日  |
| 托马斯·瓦列克 | 2006年3月23日–2007年4月2日   |
| 恩娜·愛爾瑪   | 2007年4月2日–2014年3月20日   |
| 埃基·內斯托爾 | 2014年3月20日–2019年4月4日   |
| 亨·珀呂埃斯   | 2019年4月4日–2023年4月10日   |
| 勞里·胡薩爾   | 2023年4月10日–               |